# Pedro Díaz Cassou
Pedro Díaz Cassou (Murcia, 1843 - Madrid, 1902), abogado y escritor muy interesado en las tradiciones murcianas, se le considera un escritor 
costumbrista, representante del regionalismo murciano. Es muy conocida la casa donde residió temporalmente y que era propiedad de dos de sus hermanos mayores, fue construida por ellos conocida como la Casa Díaz-Cassou que ha sido declarada como bien de interés cultural.

## Biografía
Infancia y adolescencia
Pedro Díaz Cassou nació en Murcia en 1843, ciudad donde realizó los estudios primarios y el bachillerato, viviendo siempre en la calle Santa Teresa, donde se ubica la casa 
modernista que él mandó construir.
Estudió Derecho en Valencia, aunque desde muy temprano sintió inquietud por los temas de historia y las tradiciones locales, y, especialmente, por el tema del agua en el riego de las huertas murcianas. Junto a su amigo José Martínez Tornel realizan la más importante recopilación de literatura popular murciana del siglo XIX.
Su vida en Madrid
En 1882 se traslada a Madrid, donde emplaza su despacho como abogado y sigue con su afán por compilar una historia de la huerta de Murcia, obra que irá publicando por entregas a partir de 1887. Mientras, continuaba con sus colaboraciones con periódicos locales murcianos. Entre abril y mayo de 1888 publicó en El Diario de Murcia una serie de artículos sobre los castillos de Murcia.
En 1899 es elegido diputado en las Cortes por Murcia, pero su frágil salud no lo dejaría continuar con sus proyectos históricos de investigación y documentación, falleciendo en la capital española en 1902.

## Obra
Sus obras fueron numerosas y variadas, aunque la historia local y folklórica resultó siempre su gran pasión, publicó monografías como El cura de San Antolín, Leyendas de Murcia: La Virgen del Carmen, historias concretas como su Serie de Obispos de Cartagena, sus hechos y su tiempo o La Pasionaria murciana: cuaresma y semana santa.
Su interés por el conocimiento de la lengua y cultura murcianas le llevó a escribir en 1895 La literatura panocha. Leyendas, cuentos, peroratas y soflamas de la Huerta de Murcia, recuperando parte de la jerga y giros gramaticales locales, así como el Cancionero panocho en 1900; asimismo rescató el primer poema en lengua murciana conocido llamado La barraca, de autor desconocido.
En el Almanaque folklórico de Murcia recoge las creencias populares acerca de la meteorología.
Para la comprender historia de la Vega Media y, concretamente, la de pueblos como Alguazas y Torres de Cotillas, publicaría una pequeña historia de Alguazas dentro de su compendio de las Ordenanzas del heredamiento de Alguazas.
Preocupación por la agricultura
Tal fue su interés en el tema de los regadíos que incluso aportó la idea de que en la Universidad de Murcia se creara una Cátedra al respecto: "Se inició en Murcia el propósito de establecer una Cátedra de Agricultura; luego la de ampliar sus enseñanzas con la de Ciencias Auxiliares; el proyecto creció hasta una granja escuela y pareció poco... " y señalando cuales deberían ser las prioridades económicas de la institución universitaria Cassou apunta: "¿No sería más cuerdo emplearlos (los dineros) en una cátedra de Agricultura? Aquí todos vivimos de ella: alimenta nuestra raquítica industria y nuestro exiguo comercio."
Estos apuntes sobre la especialización de los estudios universitarios en materias verdaderamente relevantes en la Región de Murcia iban acompañados siempre de una franca crítica hacia sus colegas de la abogacía, siempre numerosos, señalando que la tierra necesitaba profesionales de todo tipo, entre ellos agricultores de valía.
En 1877, siguiendo su atracción por la historia de los sistemas y recursos hídricos de Murcia, publicó Memoria de los riesgos del Segura, y se propone abordar las nuevas Ordenanzas de la Huerta de Murcia.
Bibliografía
- Díaz Cassou, P. (1877). Memoria sobre los riegos del Segura. OCLC 61047543.
- Díaz Cassou, P. (1887). Topografía, geología, climatología de la huerta de Murcia. Madrid : Imprenta de Fortanet. OCLC 61172575.
- Díaz Cassou, P. (1887). La Huerta de Murcia. Madrid.
- Díaz Cassou, P. (1889). Ordenanzas y costumbres de la huerta de Murcia. Madrid: Estab. Tip. de Fortanet. OCLC 35014880.
- Díaz Cassou, P. (1892). Historias y leyendas. Murcia.
- Díaz Cassou, P. (1895, 1977). Serie de los Obispos de Cartagena, sus hechos y su tiempo. Madrid: Estab. Tip. de Fortanet. OCLC 34159607 Reedición facsímil del Ayuntamiento de Murcia ISBN 84-500-2074-3.
- Díaz Cassou, P. (1895, 1900, 1972). Literatura panocha. Leyendas, cuentos, perolatas y soflamas de la Huerta de Murcia y Causa formá al Emperaor de la Morisma. Madrid: Impr. de Fortanet. OCLC 44935779 Reedición de los originales en 1972 Murcia: Imprenta Belmar.
- Díaz Cassou P.; García López, M.; López Almagro, A. (1897, 1980). Pasionaria murciana : la Cuaresma y la Semana Santa en Murcia. Madrid: Imp. de Fortanet. OCLC 64898731 Reedición, 1980 Murcia : Academia Alfonso X el SabioISBN 84-000-4676-5.
- Díaz Cassou P.; García López, M.; López Almagro, A. (1900). El Cancionero panocho, coplas, cantares, romances de la huerta de Murcia. Madrid : Imprenta de Fortanet. OCLC 16847378 Reedición ISBN 84-000-4676-5.
- Díaz Cassou, P. (1982). Tradiciones y costumbres de Murcia. Murcia: Academia Alfonso X. OCLC 11270000 Reedición del original ISBN 84-000-5141-6.